# 1211年
| 千纪： | 2千纪 |
| 世纪： | 12世纪 \| 13世纪 \| 14世纪 |
| 年代： | 1180年代 \| 1190年代 \| 1200年代 \| 1210年代 \| 1220年代 \| 1230年代 \| 1240年代                                                                     |
| 年份： | 1206年 \| 1207年 \| 1208年 \| 1209年 \| 1210年 \| 1211年 \| 1212年 \| 1213年 \| 1214年 \| 1215年 \| 1216年                                           |
| 纪年： | 辛未年（羊年）；西夏皇建二年，光定元年；大理天开七年；金大安三年；蒙古太祖六年；西辽天喜三十四年；南宋嘉定四年；越南建嘉元年；日本承元五年，建曆元年 |

## 大事记
- 中国
  - 八月，元太祖成吉思汗領不及10萬少數蒙古兵，於野狐嶺會戰，消滅金朝40萬大軍；此起金朝無力再犯蒙古。
  - 8月12日——西夏齊王李遵頊發動政變，廢襄宗，自立為帝，是為夏神宗，改元光定。
  - 夏神宗乘蒙金戰爭之機不再向金朝求冊封，侵入金朝涇州、邠州，又進圍平涼府。
- 高麗
  - 崔忠獻廢熙宗，立明宗兒子高麗康宗。
- 中亞
  - 屈出律篡奪西遼王位，尊耶律直魯古為太上皇。
  - 东喀喇汗国亡于西辽。
- 歐洲
  - 尼西亚狄奧多爾一世 (拜占庭帝國)在Antioch on the Meander擊敗了一支試圖支持前拜占庭皇帝阿列克塞三世奪權的羅姆蘇丹國入侵軍隊，陣斬羅姆蘇丹凱斯霍魯，並俘虜了阿列克塞三世，後者在修道院中度過了他的餘生。但是，由於此役的慘重傷亡，尼西亞隨後在Rhyndacus River敗於拉丁帝國，並在和約中失去了密西亞（Mysia）和馬爾馬拉海海岸。
  - 阿方索二世成為葡萄牙第三任國王。

## 逝世
- 二月乙卯——李元砺在吉州被处以凌遲。
- 9月13日——夏襄宗李安全，夏崇宗孫，夏仁宗弟越王李仁友之子。
- 桑喬一世，獨立的葡萄牙的第二位國王，征服者阿方索之子。
- 阿拉姆沙，印度德里蘇丹國奴隸王朝第二位蘇丹。
- 穆罕默德三世，東喀喇汗國末代可汗。